# Mangri
Mangri (nep. माङ्गी) – gaun wikas samiti w zachodniej części Nepalu w strefie Karnali w dystrykcie Mugu. Według nepalskiego spisu powszechnego z 2011 roku liczył on 455 gospodarstw domowych i 2439 mieszkańców (1223 kobiety i 1216 mężczyzn).